# Michiel Andrieszoon
Michiel Andrieszoon (1683–1686 fl.) was een Nederlandse boekanier die als luitenant diende onder de befaamde boekanierskapitein Laurens de Graaf.

## Levensloop
Andrieszoon duikt voor het eerst op in documenten uit 1683 over de inname van Veracruz. Bij deze aanval, een idee van Laurens de Graaf, was Andrieszoon een van de leidinggevenden. Zijn taak was om, samen met 70 mannen, het noordelijke bastion in te nemen. Ten tijde van de aanval op Veracruz was Andrieszoon kapitein van het schip le Tigre met een 300-koppige bemanning en 30 (of 36) kanonnen. Na de succesvolle samenwerking probeerden Andrieszoon en De Graaf samen ook Cartagena in te nemen, dat op een mislukking uit liep. Meer succes hadden de twee kapiteins toen ze Santiago de Cuba, een zwaar beveiligde havenstad, innamen. Na de inname kreeg Andrieszoon een van de drie Spaanse slagschepen die in de haven lagen, de Paz, toegewezen. Deze hernoemde hij vervolgens naar de Mutine. Zijn voormalige vlaggenship, de le Tigre droeg Andrieszoon over aan kapitein François Le Sage. Met de buit gemaakte goud, juwelen en coca vertrok Andrieszoon naar Boston. Andrieszoon genoot populariteit in Boston, totdat in 1684 in de straten pamfletten werden uitgedeelt tegen piraterij. Een inwoner vertelde de gouverneur dat Andrieszoon en zijn manschappen zich in de stad ophielden, waarna de jacht op de boekaniers geopend werd. Andrieszoon wist de stad echter op tijd te ontvluchten. In juni 1685 dook Andrieszoon op in Campeche, Yucatán. Tezamen met 700 andere boekaniers verdeeld over 16 grote en 23 kleine schepen probeerden ze de stad in te nemen. Ondanks dat de stad vooraf al op de hoogte was van de aanval, en daardoor haar verdediging op volle sterkte had, wonnen de boekaniers de slag.
Hoewel enkele bronnen melden dat Andrieszoon in 1686 het boekaniersleven zou hebben opgegeven en zijn laatste jaren op Saint-Domingue zou hebben gesleten, zijn er Spaanse bronnen volgens welke Andrieszoon in 1686 gevangen werd genomen door de Armada de Barlovento. Tezamen met enkele bemanningsleden zou Andrieszoon vervolgens zijn opgehangen, een in die tijd zeer gebruikelijke doodstraf voor veroordeelde boekaniers.